# مصرف إسلام ماليزيا
بنك إسلام ماليزيا (بالإنجليزية: Bank Islam Malaysia)‏ (اختصارا BIMB) بدأعملياته في ماليزيا كأول بنك إسلامي في 1 يوليو 1983. BIMB أنشأ أساسا للمساعدة على تلبية الاحتياجات المالية للمسلمين في البلاد، ومواصلة تقديم خدماتها للسكان ككل.
أنشأ برأس مال مصرح أولي من 500 مليون رينغيت ماليزي ورأس المال المدفوع من 79.9 مليون رينغيت ماليزي، زاد البنك تدريجيا من رأس ماله المدفوع إلى 2 مليار رينغيت ماليزي و 563 مليون رينغيت ماليزي على التوالي.
كان مدرجأعلى اللوحة الرئيسية للبورصة في كوالالامبور (ماليزيا برهاد بورسا) في 17 يناير 1992.